# Erycibe villosa
Erycibe villosa är en vindeväxtart som beskrevs av Lewis Leonard Forman. Erycibe villosa ingår i släktet Erycibe och familjen vindeväxter. Inga underarter finns listade i Catalogue of Life.